# Salauds de pauvres
Pour la réplique, voir Salauds de pauvres !.
Pour plus de détails, voir Fiche technique et Distribution.
Salauds de pauvres est un film à sketches français réalisé par Christophe Alévêque, Rémi Cotta, Jean-Claude Deret, Charles Dubois, Patrice Leconte, Sophie Forte, GiedRé et Nadia Kozlowski-Bourgade, sorti en 2019.

## Fiche technique

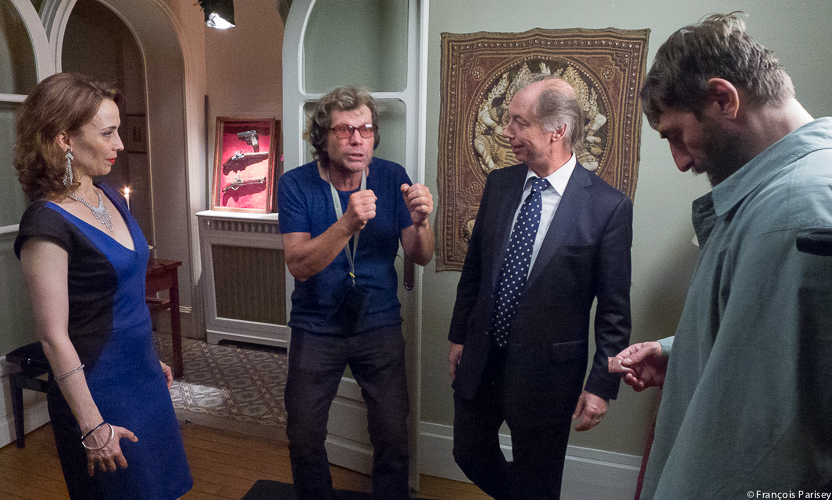
Tournage du segment Le Cadeau avec Charles Dubois dirigeant Bérangère Jean, Philippe Chevallier et Jean-Philippe Ricci.

- Titre original : Salauds de pauvres
- Réalisation : Christophe Alévêque, Rémi Cotta, Jean-Claude Deret, Charles Dubois, Patrice Leconte, Sophie Forte, GiedRé et Nadia Kozlowski-Bourgade
- Scénario : Christophe Alévêque, Jean-Claude Deret, Patrice Leconte, Sophie Forte, GiedRé, Nadia Kozlowski-Bourgade, Albert Meslay, Phil Marboeuf, Miguel-Ange Sarmiento, Laurent Biras, François Rollin et Manuel Pratt
- Musique : Lucid Beausonge, Alain Bernard, Brendon Bourgade, Phil Marboeuf, Étienne Perruchon, Vadim Sher et Jean-François Varlet
- Photographie : Boris Abaza, Mathilde Cathelin, Mathieu de Montgrand, Guillaume Dreujou, Jean-Marie Dreujou, Christophe Hustache-Marmon, Thierry Matalou et Vincent Scotet
- Montage : Alice Moine
- Production : Frédéric Marboeuf
- Sociétés de production : Dix-Huit Jours
- Société de distribution : Dix-Huit Jours
- Pays de production :  France
- Langue originale : français
- Format : couleur
- Genre : film à sketches, comédie dramatique
- Durée : 106 minutes
- Dates de sortie :
  - France : 5 juin 2019

## Distribution
- Arielle Dombasle
- Albert Delpy
- Zabou Breitman
- Christophe Alévêque
- Albert Meslay
- François Rollin
- Christine Murillo
- Philippe Chevallier
- Virginie Lemoine
- Husky Kihal
- Serge Riaboukine
- Serena Reinaldi
- Jacques Frantz
- Jérémie Duvall
- Jean-Pierre Malignon
- Olivier Breitman
- Bérangère Jean
- Chraz
- Philippe Collin
- Jean-Philippe Ricci